# Dai (popoli)
I popoli dai (o popoli thai della Cina) formano un gruppo che è riconosciuto ufficialmente dalla Repubblica popolare cinese come uno dei 56 gruppi etnici nazionali. In realtà, con il termine dai viene definito in Cina un insieme di distinti gruppi etnici che fanno parte dei popoli tai, ed hanno quindi comuni origini ed affinità culturali. Sono concentrati nella provincia cinese sudoccidentale dello Yunnan, nella Prefettura autonoma Dai di Xishuangbanna (nel sud della provincia), e in quella Dai e Jingpo di Dehong (nella parte orientale)
Tutte le etnie che compongono il gruppo dai fanno parte della famiglia dei popoli tai, tra i quali l'etnia più popolosa è quella dei thai di Thailandia. Il gruppo tai più popoloso in Cina è quello degli zhuang, stanziato principalmente nella Regione autonoma Zhuang del Guangxi, che viene però considerato dal governo di Pechino un'etnia a sé, a sua volta compresa nelle 56 ufficialmente riconosciute.
Le principali etnie che compongono il gruppo dei dai sono:
- I tai lü, storico popolo che aveva formato il Regno di Chiang Hung, l'odierna Jinghong capoluogo della Prefettura Autonoma del Xishuangbanna, dove tuttora sono l'etnia maggioritaria. Sono presenti anche in Laos, Vietnam, Thailandia, e Birmania.
- I tai nüa, detti anche tai le o shan cinesi, considerati un sottogruppo degli shan birmani. Sono stanziati nella Prefettura Dai e Jingpo di Dehong, nella zona occidentale dello Yunnan, ai confini con lo Stato Shan. Sono presenti anche in Laos, Vietnam, Thailandia, e Birmania.[1]
- I tai dam, detti anche tai neri. In Cina sono circa 10.000 e la maggior parte sono concentrati nella contea autonoma Miao, Yao e Dai di Jinping, che fa parte della Prefettura autonoma hani e yi di Honghe, nel sud dello Yunnan. La maggior parte dei tai dam vive in Vietnam, altre comunità minori sono stanziate in Laos.[2]
- I tai khao, detti anche tai bianchi o tai don, sono in Cina circa 10.000 e vivono nell'estremità meridionale dello Yunnan. Comunità più popolose si trovano in Laos e Vietnam.
- I tay pong, detti anche tai mao, considerati un sottogruppo degli shan birmani. Sono stanziati nella Prefettura Dai e Jingpo di Dehong, nella zona occidentale dello Yunnan, ai confini con lo Stato Shan.
- I tai ya, circa 50.000 individui sparsi in alcuni villaggi del centro e del sud dello Yunnan. L'unica altra comunità al mondo di tai ya è composta da 400 membri e si trova nella Provincia di Chiang Rai, in Thailandia.[3]

Le due principali lingue dei gruppi dai sono quelle dei tai lü e dei tai nüa; altre due lingue scritte che vengono usate sono quelle dei tai pong e dei tai dam. Queste sono tutte lingue tai, un ceppo linguistico che include le lingue thai, lao e zhuang, e che fa parte della famiglia delle lingue tai-kadai.
La maggior parte delle etnie che compone il gruppo dai professano il Buddhismo Theravada, e mantengono costumi e festività pressoché simili (come il Songkran, la festività del mese di aprile considerata il capodanno buddhista).
I dai sono prevalentemente agricoltori e le coltivazioni principali sono il riso e l'ananas.

## I nomi delle etnie che compongono il gruppo dai
| Cinese              | Pinyin                    | Tai lü     | Tai nüa | Thai              | Convenzionale                                                                                          | Zone di stanziamento in Cina                 |
| ------------------- | ------------------------- | ---------- | ------- | ----------------- | --- | -------------------------------------------- |
| 傣仂 （西双版纳傣） | Dǎilè (Xīshuāngbǎnnà Dǎi) | tai˥˩ lɯː˩ |         | ไทลื้อ              | tai lü, tai lue                                                                                        | Xishuangbanna                                |
| 傣那 （德宏傣）     | Dǎinà (Déhóng Dǎi)        | tai˥˩ nəː˥ | tai le6 | ไทเหนือ, ไทใต้คง    | tai nüa, tai del nord, tai le , shan cinesi                                                            | Dehong                                       |
| 傣担                | Dǎidān                    | tai˥˩ dam˥ |         | ไทดำ, ลาวโซ่ง, ผู้ไท | tai dam, tai neri; tai lam, lao song dam (lett.:"lao che indossano pantaloni neri"), tai muan, tai tan | Jinping (金平)                               |
| 傣绷                | Dǎibēng                   | tai˥˩pɔːŋ˥ |         | ไทเบง             | tay pong, tai mao                                                                                      | Ruili (瑞丽), Gengma (耿马), lungo il Mekong |
| 傣端                | Dǎiduān                   | tai˥˩doːn˥ |         | ไทขาว             | tai khao, tai bianchi, tai don, tai dón                                                                | Jinping (金平)                               |
| 傣雅                | Dǎiyǎ                     | tai˥˩jaː˧˥ |         | ไทหย่า             | tai ya, tai cung, cung, ya                                                                             | Xinping (新平), Yuanjiang (元江)             |
| 傣友                | Dǎiyǒu                    | tai˥˩jiu˩  |         | ไทยโยว            | tai yó                                                                                                 | Yuanyang (元阳), lungo il Fiume Rosso        |